# زغرب (مقاطعة سابقة)

شعار نبالة المقاطعة.

مقاطعة زغرب (بالكرواتية: Zagrebačka županija، وبالمجرية: Zágráb vármegye)، كانت مقاطعة سابقة ضمن المملكة الكرواتية السلافونية؛ والتي كانت ضمن الجزء المجري ضمن الإمبراطورية النمساوية المجرية.